# UFC Fight Night: Chiesa vs. Lee
UFC Fight Night: Chiesa vs. Lee (também conhecido como UFC Fight Night 112) foi um evento de artes marciais mistas (MMA) produzido pelo Ultimate Fighting Championship, realizado no dia 25 de junho de 2017, no Chesapeake Energy Arena, em Oklahoma City, Oklahoma.

## Background
O evento será o segundo que a promoção recebe em Oklahoma City, com o primeiro sendo o UFC Fight Night: Diaz vs. Guillard, em setembro de 2009.
Uma luta no peso-leve entre o vencedor do The Ultimate Fighter: Live, Michael Chiesa, e Kevin Lee, será a principal do evento.
É esperado para ocorrer neste evento um combate no peso-pena, entre o ex-Campeão Peso-Leve do UFC e ex-Campeão Peso-Meio-Médio do UFC, B.J. Penn, e Dennis Siver. O embate foi originalmente reservado para o UFC 199, no entanto, a luta foi cancelada, devido à lesão de Siver.
Antônio Rogério Nogueira enfrentaria Ilir Latifi neste evento. No entanto, em 17 de maio, foi anunciado que Nogueira retirou-se da luta devido a uma lesão no pescoço. Os funcionários da organização não confirmaram se Latifi ficaria ou não no card contra um novo oponente, ou se seria reprogramado para outro evento.
Foi esperado para ocorrer no UFC 211 um combate no peso-pena, entre os recém-chegados na promoção, Jared Gordon e Michel Quiñones. No entanto, Gordon saiu da luta no dia anterior ao evento, devido a uma doença no estômago e, como resultado, Quiñones foi removido do card. A luta foi reprogramada para este evento.
O estreante na organização, Azamat Murzakanov, enfrentaria Joachim Christensen neste evento. No entanto, Murzakanov foi removido do card em 8 de junho, por motivos não revelados, e foi substituído pelo também estreante, Dominick Reyes.
Na pesagem, o ex-Campeão Peso-Meio-Médio do UFC, Johny Hendricks, e Jared Gordon, não bateram o peso exigido para as suas respectivas lutas, marcando 188 lbs (85,3 kg) e 149 lbs (67,6 kg), respectivamente. Ambos foram multados em 20% de sua bolsa, que foi repassada para seus respectivos oponentes, Tim Boetsch e Michel Quiñones. As lutas prosseguirão no card, em peso-casado.

## Bônus da Noite
Os lutadores receberam $50.000 de bônus
- Luta da Noite: Não houve luta premiada.
- Performance da Noite:  Kevin Lee,  Tim Boetsch,  Dominick Reyes e   Jeremy Kimball